# Signal Iduna

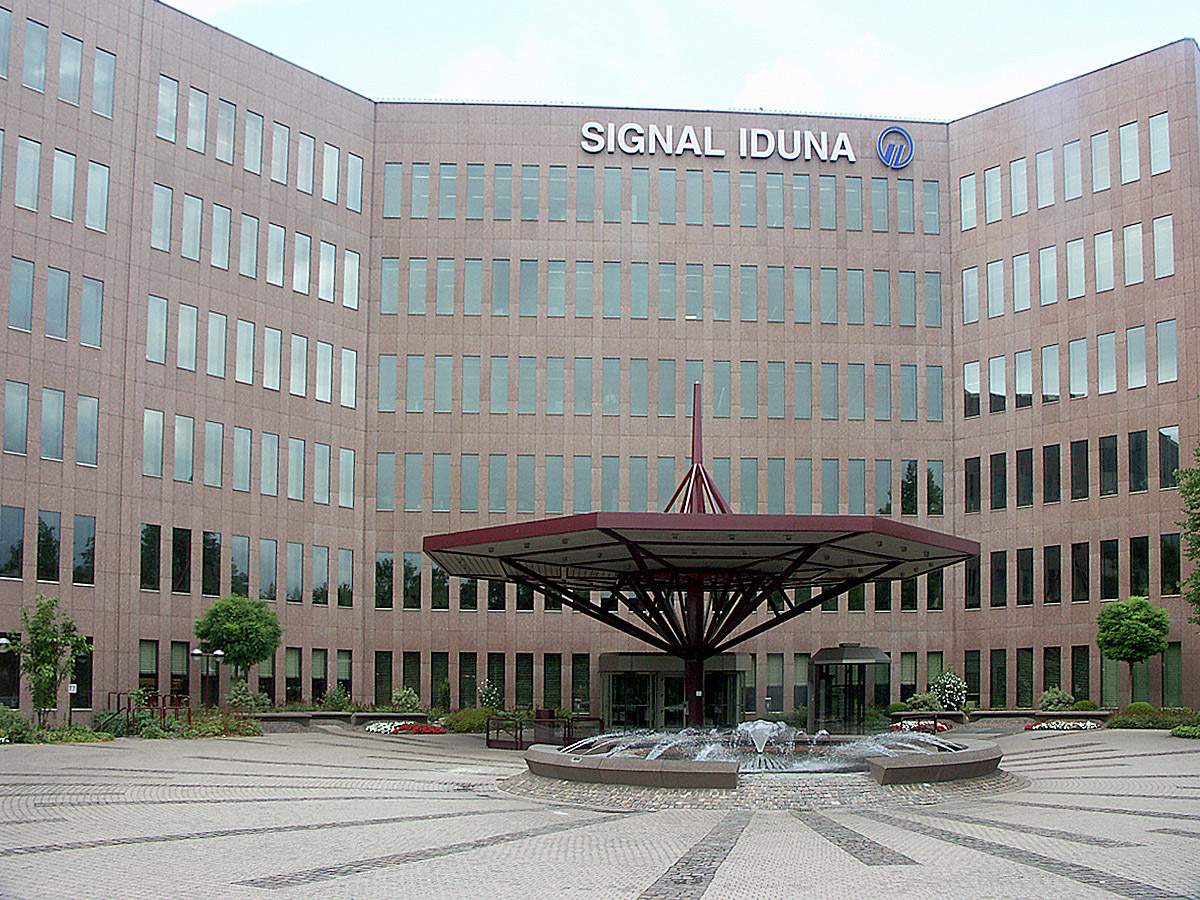
La sede centrale di Signal Iduna a Dortmund, Germania

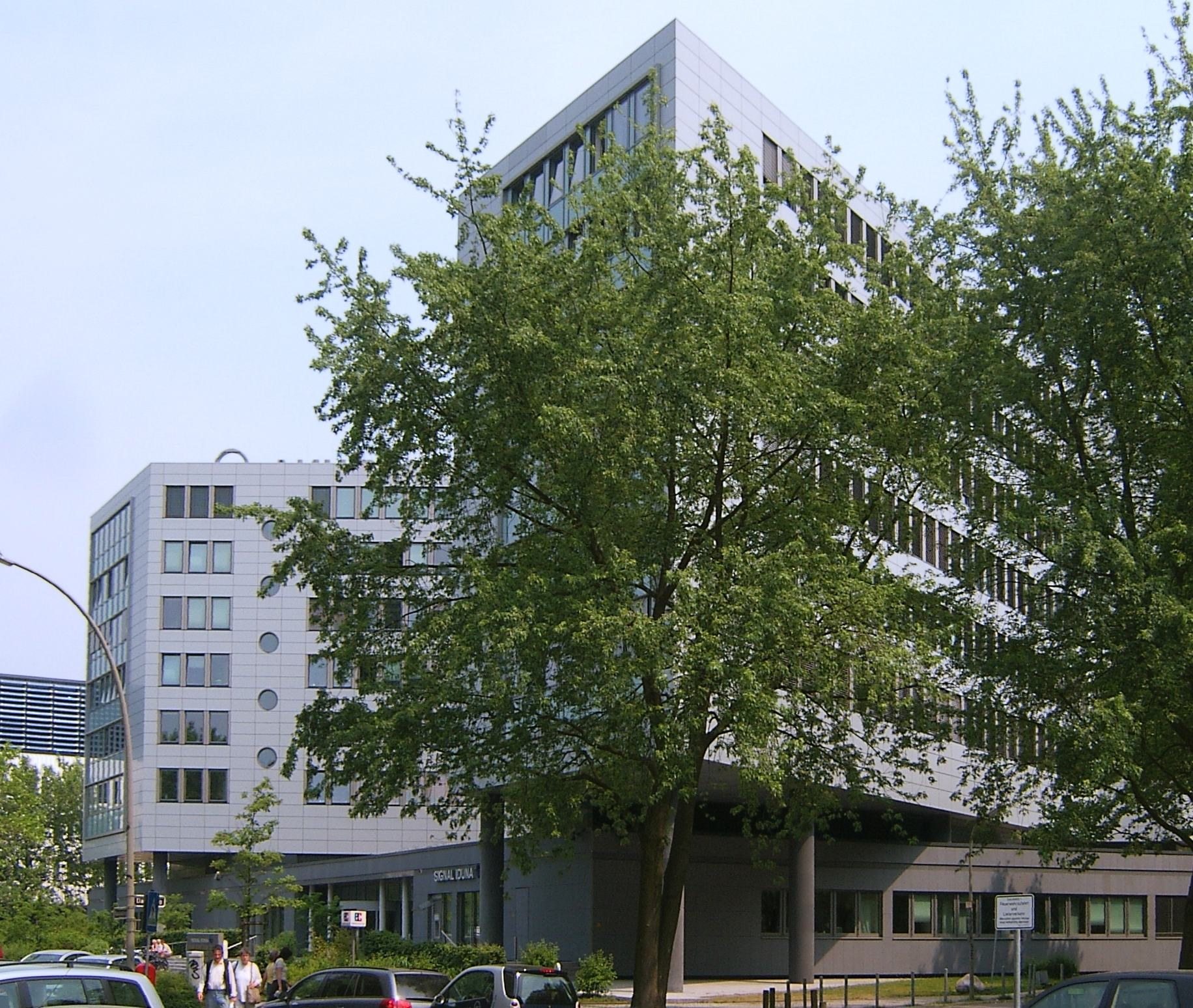
Il palazzo che ospita gli uffici amministrativi di Signal Iduna ad Amburgo, Germania

Signal Iduna è una società di servizi assicurativi e finanziari   avente sede a Dortmund, in Germania. È nata il 1º luglio 1999 dalla fusione di Signal Versicherungen con sede a Dortmund e del gruppo Iduna Nova con sede ad Amburgo.

## Segmenti di attività
Nel 2022 Signal Iduna ha generato un utile pari a 6,47 miliardi di euro. Nel 2019 gli investimenti patrimoniali ammontano a 80,52 miliardi di euro. Nel gruppo lavorano 10 870 persone. Le vendite vengono effettuate principalmente da circa 2 800 lavoratori autonomi (professionisti), intermediari assicurativi esclusivi (agenti commerciali) e intermediari assicurativi.
Oltre alle compagnie assicurative, fanno parte del Gruppo Signal Iduna:
- Signal Iduna Krankenversicherung a.G., Dortmund
- Signal Iduna Lebensversicherung a.G., Amburgo
- Signal Iduna Unfallversicherung a. G., Dortmund
- Signal Iduna Allgemeine Versicherung Aktiengesellschaft, Dortmund
- PVAG Polizeiversicherungs-Aktiengesellschaft, Dortmund
- Versicherer für den Öffentlichen Dienst (VÖDAG), Amburgo
- Signal Iduna Pensionskasse AG, Berlino
- Adler Versicherung AG, Berlino
- DEURAG Deutsche Rechtsschutz-Versicherung|DEURAG Deutsche Rechtsschutz-Versicherung AG, Wiesbaden

nonché quattro fornitori di servizi finanziari, tutti con sede ad Amburgo:
- Donner & Reuschel Aktiengesellschaft
- HANSAINVEST Hanseatische Investment-GmbH
- Signal Iduna Bauspar AG
- Signal Iduna Asset Management GmbH

Le filiali estere sono Signal Iduna Biztosító Zrt. (Signal Iduna Versicherung AG), con sede a Budapest, Signal Iduna Polska, con sede a Varsavia insieme a Signal Iduna Polen Versicherung AG e Signal Iduna Polen Lebensversicherung AG, e Signal Iduna Asigurări de Viaţă S.A. con sede a Bucarest . Del gruppo fa parte anche Signal Iduna Rückversicherungs AG con sede a Zugo, in Svizzera. Inoltre il gruppo Signal Iduna è il maggiore azionista della National-Bank con sede a Essen, con circa il 26,4% delle azioni.
Già sponsor della squadra di calcio del Borussia Dortmund dal 1974, l'azienda salvò il club dal fallimento nel 2005, acquistando il Westfalenstadion, il più capiente stadio di Germania, in cambio dei diritti di denominazione dell'impianto. Secondo l'accordo, esteso sino al 2031, lo stadio assume il nome commerciale di Signal Iduna Park e la compagnia assicurativa continua ad apparire su tutti i media del Borussia Dortmund in qualità di Champions Partner.